# Troy Tulowitzki
Troy Trevor Tulowitzki (nascido em 10 de outubro de 1984), apelidado de "Tulo", é um jogador profissional de beisebol que atua como shortstop pelo New York Yankees da Major League Baseball (MLB). Jogou anteriormente pelo Colorado Rockies e Toronto Blue Jays.
Após um carreira de destaque no beisebol universitário pela California State University, Long Beach, foi selecionado pelos Rockies na 7ª escolha geral no draft de 2005. Fez sua estreia na MLB no ano seguinte. Tulowitzki foi convocado cinco vezes para o All-Star Game, venceu duas vezes o Gold Glove Award e duas vezes o Silver Slugger Award.
O alcance do arremesso e instintos de Tulowitzki como shorstop são altamente reconhecidos. Além disso, seu tamanho, capacidade e habilidades de liderança o fizeram ser comparados com Cal Ripken, Jr., Alex Rodriguez e Derek Jeter. Apesar de seu talento, ganhou reputação de ser um jogador propenso a lesões, tendo jogado ao menos 140 partidas em uma temporada apenas três vezes e perdendo ao menos 30 partidas em cada uma das últimas seis temporadas devido a várias lesões.